# Camino de los chilenos

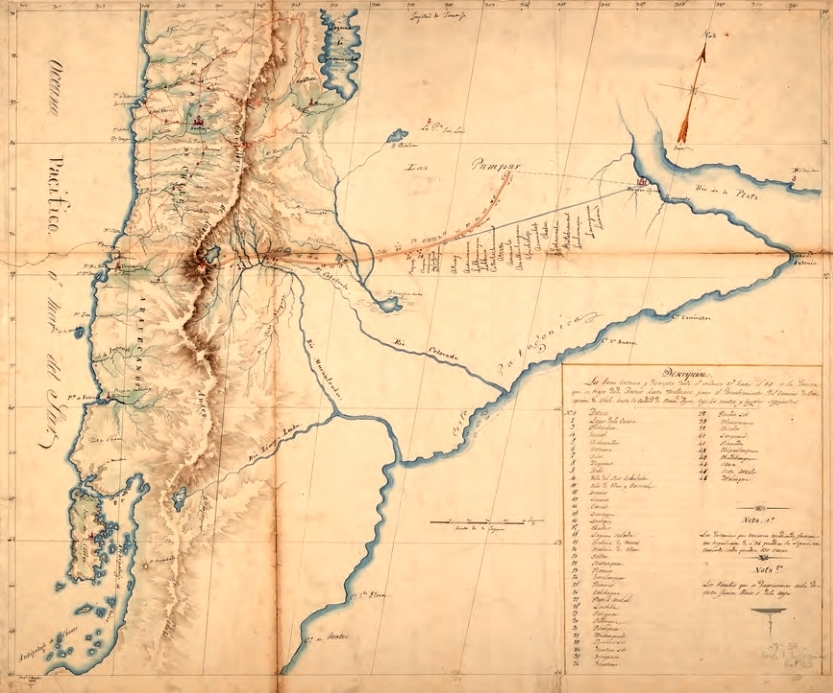
Mapa del viaje de Luis de la Cruz de Concepción a Buenos Aires en 1806.

El camino de los chilenos, la rastrillada de los chilenos o rastrillada grande fue una antigua ruta transitada que pasa por la región patagónica y la región pampeana, usada entonces por tribus mapuches o araucanas y otras araucanizadas (como los ranqueles y los  tehuelches septentrionales, que eran llamados «pampas» y «serranos», respectivamente, por los españoles desde la época colonial). Esta ruta servía para transportar a territorio hoy de Chile el ganado robado durante los malones que realizaban en poblados, campamentos y fortines hallados en territorio que hoy forma parte de Argentina. Este camino antiguamente se denominó «Peovinci».[cita requerida]
Este camino tuvo su origen en los tiempos de la época colonial española de la región como una «ruta de la sal», en el tramo de las Salinas Grandes a la ciudad de Buenos Aires. Posteriormente la ruta se extendió hasta los pasos de la cordillera de los Andes en la actual Provincia del Neuquén, culminando en las ciudades hoy chilenas de Osorno, Valdivia, Los Ángeles y Chillán, entre otras.
Sectores del camino de los chilenos y las rastrilladas que convergían en él sirvieron luego para el telégrafo, el ferrocarril y numerosos caminos.

## Descripción
La rastrillada de los chilenos tenía unos 1000 km desde la Provincia de Buenos Aires hasta los pasos cordilleranos neuquinos y atravesaba además territorios de las actuales provincias de La Pampa y Río Negro. Hacia el camino troncal convergían muchos otros caminos secundarios. 
Lucio V. Mansilla, en su libro Una excursión a los indios ranqueles, describió:

Una rastrillada son los surcos paralelos y tortuosos que con sus constantes idas y venidas han dejado los indios en los campos. Estos surcos, parecidos a la huella que hace una carreta la primera vez que cruza por un terreno virgen, suelen ser profundos y constituyen un verdadero camino ancho y sólido. En plena pampa no hay más caminos. Apartarse de ellos un palmo, salirse de la senda, es muchas veces un peligro real, porque no es difícil que ahí mismo, al lado de las rastrillada, haya un guadal en el que se entierran caballo y jinete enteros(...)

El ganado era capital de trueque en Chile, generalmente por armas y bebidas alcohólicas, por los pehuenches que dominaban los pasos cordilleranos neuquinos. Los hermanos Pincheira alentaron a grupos borogas y ranqueles a realizar malones con ese fin. Este tráfico era la principal causa de la guerra entre los indígenas y las provincias del entonces sur de la Argentina. La demanda de ganado en el mercado chileno aumentaba el conflicto en la frontera con los indios de la Argentina. Para contrarrestar los malones, en la década de 1870 fue construido un sistema de fosas y fortificaciones llamado la Zanja de Alsina. La utilización de esta ruta comercial terminó efectivamente al finalizar la Conquista del Desierto (1876-1878), llevada a cabo por el Ejército Argentino.

## Expedición de 1806
En 1806 el alcalde de la ciudad chilena de Concepción, Luis de la Cruz, realizó un viaje a Buenos Aires cumpliendo la orden de establecer caminos para facilitar la comunicación entre el reino de Chile y el virreinato platense. El comandante de Fronteras y gobernador de Concepción le otorga autorización mencionando los asentamientos patagónicos: 

...cómo se podrá extender hasta nuestros establecimientos de la costa de Patagonia.

 El informe realizado por el alcalde señala 

...se une este Reyno con el de Buenos Aires, quedando a nuestro favor tanto número de tierras cuantas puede gozar el Reyno de Chile en toda su extensión. Encontrará V.S. calidades de terreno primorosas para extender nuestras haciendas de ganado y que nuestro comercio se extienda hasta Europa. Encontrará lugares fértiles, aguadas muy inmediatas para extender nuestras poblaciones... y arbitrios para defendernos por las costas patagónicas de nuestros enemigos extranjeros.

A poca distancia de Buenos Aires, le dijo al cacique aucae Curripilún: 

Vosotros fuistéis siempre pobres hasta que llegaron los españoles a estos desiertos chilenos a procrear caballos, vacas y ovejas para vuestro sustento

 En un memorial presentado al Tribunal del Consulado de Santiago en 1807, el explorador dijo: 

Encontrará el Consulado que por él se une a este reino con el de Buenos Aires, quedando a nuestro favor tanto número de tierras cuantas puede gozar el reino de Chile en toda su extensión. Encontrará V.S. calidades de terrenos primorosos para extender nuestras haciendas de ganados, y que nuestro comercio se extiende hasta Europa. Encontrará arbitrios seguros para defendernos por las costas patogénicas de nuestros amigos (los indios) para la defensa, sin multiplicar gastos al erario y mediante ellos extender nuestros descubrimientos y conquistas a los lugares más remotos.

El Gobernador Intendente de la ciudad de Concepción entregó un pasaporte e Instrucciones y en la instrucción primera dice:

Primera. Respecto a que el objeto de la expedición es dirigida a esclarecer todos los puntos de utilidades y conveniencia que puedan resultar a los dos reinos, de la comunicación y comercio directo por esta nueva vía, y teniéndose presente que del diario practicado por don Justo Molina, resulta haber, desde el Fuerte de Antuco hasta la capital de Buenos Aires, solo la distancia de doscientas treinta y dos leguas, por un cómputo estimado en su viaje; deberá preferirse esta dirección por la más ventajosa, y que no deberá variarse, si otros motivos de mayor gravedad no obligasen a ello: y de consiguiente, el referido Molina será quien en esta parte señalará el rumbo que ha de llevar la expedición.

Y el comienzo del pasaporte decía:

D. Luis de Alaba, Caballero del Orden de Santiago, Coronel de infantería de los reales ejércitos, Comandante General de la frontera del reino de Chile y Gobernador Intendente de la provincia de la Concepción. Por cuanto el Rey Nuestro Señor (que Dios guarde) tiene mandado se le informe los medios de facilitar las comunicaciones de la provincia del virreinato de Buenos Aires con las de este reino de Chile, por los países de los indios intermedios: Por tanto, hago saber a los gobernadores y caciques del tránsito, desde el fuerte de Antuco en esta frontera hasta dicha capital, que el Alcalde provincial del Cabildo de la ciudad de la Concepción, D. Luis de la Cruz, acompañado del agrimensor D. Tomas Quesada, y del práctico D. Justo Molina, y asociados, D. Ángel y D. Joaquín Prieto, tenientes de milicias de caballerías con quince individuos más para el servicio de esta expedición, pasa comisionado por el Exmo Sr. Capitán General de este reino, D. Luis Muñoz de Guzmán, para hacer un nuevo reconocimiento del camino más directo a la expresada capital, que es el único objeto de este viaje; [...].

En uno de los pasajes del informe realizado por el alcalde señala:

En el lugar de Rimemallin, al que llegué el 12 de Abril, encontré una porción de rábanos y navos fecundísimos y tiernos, producidos sin duda de algunas semillas que llevaron los indios entre el trigo o cebada que traen de nuestra frontera, que me hicieron acordar de los que producen las vegas más fértiles de Itata. También se ven por allí algunos tiernos arbolillos de duraznos; mas acá, en Butacura, dos frondosos manzanos, y en la orilla del Tocoman, tres tan abultados y fecundos, que hasta entonces tenían frutas como los cultivados en Chile. [...]. En todos los llanos siguientes a las cordilleras, que son buenos, no encuentro embarazo para que se pudiese sembrar, a entrada de invierno, los trigos y cebadas; y con atención a que en ellos hiela como en Chile, [...].

De las transcripciones, se puede observar que el Fuerte de Ballenar o Antuco se encontraba en la frontera del Reino de Chile, ya que el Virrey del Perú, Teodoro de Croix, mediante Auto del 24 de diciembre de 1785, había aprobado la creación de las Intendencias de Chile y por oficio dirigido al Ministro Universal de Indias, José de Gálvez, el 5 de febrero de 1786, el Virrey decía que su resolución se ceñía únicamente a que se estableciesen las Intendencias de Santiago y de Concepción, fijando a cada una los mismos límites de sus obispados, los cuales tenían por límite oriental la cordillera de los Andes. La resolución del Virrey Teodoro de Croix, del 24 de diciembre de 1785, fue aprobada definitivamente por el Rey mediante Real Orden, del 6 de febrero de 1787.
El alcalde Luis de la Cruz llevaba un pasaporte, con el cual pasa al Virreinato del Río de la Plata a través de la frontera, comisionado por el Capitán General del Reino de Chile, Luis Muñoz de Guzmán. Cuando habla de los frutos producidos en Rimemallin, Butacura y Tocoman (los tres ubicados en la cordillera de los Andes en el norte de la Provincia de Neuquén) los compara diciendo "como con los cultivados en Chile" y en todos los llanos siguientes a la cordillera expresa que hiela "como en Chile".

## Ruta de la sal
La ruta de la rastrillada de los chilenos servía también como ruta de la sal o rastrillada de las Salinas Grandes, en sentido inverso al tráfico de ganado, desde esas salinas hasta la Guardia de Luján (actual ciudad de Mercedes, en la provincia de Buenos Aires). 
En 1668 se anunció que Buenos Aires tenía en su jurisdicción yacimientos de sal propios ubicados a 118 leguas, las Salinas Grandes, descubiertas por Domingo de Izarra. Diversos viajes no oficiales se sucedieron, estableciendo la ruta de la sal. Desde 1716 las expediciones fueron organizadas por el Cabildo de Buenos Aires, totalizando 48 hasta 1810.
Entre octubre y noviembre de 1810 la Junta de Gobierno de Buenos Aires envió una expedición a las Salinas para lograr el abastecimiento de sal para Buenos Aires. El comandante de la fuerza expedicionaria, Pedro Andrés García, dejó una descripción de la ruta utilizada:
Desde la Guardia de Luján la ruta serpenteaba buscando lagunas de agua dulce, pasando por la cañada del Durazno (actual Suipacha), cañada de las Saladas (arroyo Las Saladas), la cañada de Chivilcoy (arroyo Chivilcoy), atravesaba el río Salado, pasaba junto a la laguna Palantelen (partido de Alberti), Los Cerrillos, lagunas las Dos Hermanas o lagunas de Galván (partido de Veinticinco de Mayo), médano Partido (partido de Nueve de Julio), laguna de la Cruz de Guerra (partido de Veinticinco de Mayo), médano de los Monigotes (partido de Veinticinco de Mayo), laguna de las Ánimas, lagunas las Cinco Hermanas y las Siete Damas, laguna del Pasaje, laguna Cabeza de Buey (partido de Bolívar), cañada del Zapato, laguna de Santa Clara, médano del Carmen, laguna Mercedes, médano Alto, lagunas las Acordonadas, Cañada de la Larga (partido de Daireaux), laguna del Monte (partido de Guaminí), laguna Hermosa, paraje Junco Grande, laguna Santa Rosa, laguna de los Paraguayos (laguna La Paraguaya), laguna de los Patos (en la provincia de La Pampa) y laguna de Salinas, en el actual departamento Atreucó en La Pampa.
Los campos de Carhué, junto al lago Epecuén, eran lugares con buenos pastos para engordar el ganado antes de alcanzar las Salinas Grandes y luego atravesar lugares semi desérticos.
A las Salinas Grandes convergían caminos provenientes de Azul, Olavarría y Bahía Blanca.

## De las salinas a la cordillera
En las Salinas Grandes se hallaban las tolderías del cacique Calfucurá en Chilihué (o Chiloé), luego la ruta atravesaba el valle Argentino, Quetre Huitrú (Caldén Mutilado), Quiña Malal (cerca de las Totoras), Tripahué, lagunas de Thrarú Lauquen (el Carancho), aguada de Puetrel Toró, laguna Urre Lauquen, la sierra de Lihué Calel (parque nacional Lihué Calel), y seguía hasta cruzar el río Colorado en la sierra Choique Mahuida, para luego alcanzar la isla Grande de Choele Choel en el río Negro. En esta isla se hallaban las tolderías de Chocorí, cacique sobre el cual se dirigió principalmente la Campaña de Rosas al Desierto, para intentar destruir el tráfico de ganado. Por su extensión y buenos pastos, la isla era un inmenso corral utilizado como lugar de descanso y pastoreo del ganado y allí convergía el camino proveniente de Carmen de Patagones.
Seguía luego la ruta remontando el río Negro hasta la confluencia de los ríos Limay y Neuquén, desde donde se ramificaba hasta alcanzar varios pasos cordilleranos, que llevaban a las provincias chilenas de Concepción, Arauco, Valdivia y Llanquihue.

## Ramales secundarios
Desde el norte y oeste de la provincia de Buenos Aires surgían caminos en las zonas de 9 de Julio, Melincué y Junín. Todos estos ramales llegaban a Trenque Lauquen, desde donde una rastrillada pasaba por Loncomaun (actual Lonquimay), Anguil, y las lagunas de Loncoché a Malal, uniéndose a la rastrillada proveniente de la provincia de San Luis. Desde el actual partido de Azul y Olavarría llega, hasta hoy en día, un ramal hasta las Salinas Grandes. Este ramal es un camino rural de tosca y piedra llamado en la zona tanto "camino de los chilenos" como "ruta provincial 60".
La rastrillada que partía de la provincia de San Luis se conocía como rastrillada de las Pulgas. Salía desde Villa Mercedes (conocida entonces como paraje Las Pulgas), pasaba por el grupo de lagunas de Aillacó (o Nueve Aguas), laguna Trapal, Leuvucó (en donde se hallaban las tolderías ranqueles) y Poitahué. Desde allí el camino se bifurcaba: un camino conectaba con las tolderías de Pincén en la laguna Malal, luego seguía hacia Toay y Naico, encontrándose con la rastrillada de los Chilenos; el otro camino seguía desde Poitahué hacia Nahuel Mapu y Utracán, uniéndose a la rastrillada de los chilenos.
En Poitahué convergía la rastrillada proveniente de la provincia de Córdoba, que comenzaba en La Carlota y era llamada Rastrillada de las víboras, debido a que pasaba por Marivil (o Marivilú, "Diez Víboras") y Choche Lauquen (laguna de la Víbora). Luego seguía por Italó, Sanquilcó, Trilín, Maracó, tolderías de Metileo, Trenel, Chadi Lauquen (laguna Salada), Ruca Lauquen o laguna del Toldo (departamento Conhelo), Luan Toro y Poitahué. La rastrillada de las víboras fue descubierta en 1776 por las milicias fronterizas de Córdoba. A este camino se unía la Rastrillada de las tunas, que comenzaba en el río Carcarañá en San José de la Esquina, y que fue descubierta en 1779.
Desde Poitahué, siguiendo por Chicalcó, se pasaba el río Chadileuvú (o Salado) por el paso de Meucó o Miaucó (Limay Mahuida). Otra rastrillada, desde Chicalcó, cruzaba el Salado por el Paso Votanilahué (Vutranillahué o Paso de los Algarrobos). Desde Limay Mahuida un camino bordeaba el río Chadileuvú, el cerro Pichi Mahuida, la sierra Carapache y atravesaba el río Salado por el paso Tragualtué o Ñoque. Desde los tres pasos, y desde el de Cochicó, las rastrilladas iban a Puelén, Salitral de la Perra, y luego se cruzaba el río Colorado y se unían al camino de los chilenos o cruzaban a la actual provincia de Mendoza hacia el cerro Chachahuén y el cerro Payén. Desde allí llegaban a la cordillera por las nacientes de los ríos Atuel, Grande y Barrancas y pasaban a las provincias chilenas de Colchagua, Curicó, Talca, Linares, Ñuble y Maule.
Desde las Salinas Grandes otro ramal se dirigía a Tribulusi (Agua Turbia), Hucal, Quenehuincó, laguna Colorada Grande, Lonco Laun (Cabeza de Guanaco) y Pichi Mahuida en el río Colorado, desde donde se alcanzaba la importante isla ubicada en la mitad del curso del río Negro llamada Choele Choel; o bien seguían por el valle del río Colorado hacia el paso de Malbarco o Varvarco, el paso de Antuco, la cordillera de Pichachén y del Viento (tramos de la cordillera de los Andes), pasando a las provincias chilenas de Linares, Maule, Concepción y Arauco.

## Boquete de Antuco
El Boquete de Antuco (paso cordillerano de Antuco) o sendero de los pehuenches fue el principal camino que atravesaba la cordillera de los Andes que vinculaba el Puel Mapu con la Araucanía. Las rastrilladas llegaban por el valle del río Neuquén hasta alcanzar el Paso Pichachén en los Andes, desde donde llegaban a la laguna de La Laja y bajaban al río Trubunleo, atravesando un portezuelo que separa el volcán Antuco de la Sierra Velluda. Seguía luego el camino por el valle del río de La Laja, pasando la isla de la Laja por el punto en donde en 1770 Ambrosio O'Higgins hizo construir el Fortín Ballenar o Antuco, para cerrar el paso.